# رابی توی
رابی توی (انگلیسی: Ruby Tui؛ زادهٔ ۱۳ دسامبر ۱۹۹۱) بازیکن راگبی ۷ نفره زن اهل نیوزیلند است.
وی در مسابقات کشوری و بین‌المللی در مجموع برندهٔ ۱ مدال طلا، ۱ مدال نقره شده‌است.